# Ballymount
Ballymount (en irlandés, Báile an Mhóta) es una localidad que se encuentra situada al sur de Dublín, Irlanda. Pasa por las localidades de Walkinstown, Tallaght y Clondalkin. El lugar alberga una de las zonas industriales más grandes de la isla. Proporciona alojamiento doméstico en su parte de la carretera en las localidades vecinas de Walkinstown y Clondalkin. Algunas de las carreteras del estado de Kingswood en Tallaght, también están bajo su radio de acción.
La zona está dividida por la autovía M50, donde el área más poblada está al sur de la división en Kingswood y la más industrial en el norte. Algunas de sus compañías comerciales son, Smurfit, TV3 Ireland, Dhl, Jonson Brothers y Exel.
Al sur de la localidad, se encuentran las ruinas del castillo de Ballymount, a lo largo de las vías del Luas, fortificación que construyó en 1622 Sir William Parsons. El ejército irlandés lo quemó en 1646. 
- Datos: Q3776783
- Multimedia: Ballymount / Q3776783